# Boks na Światowych Wojskowych Igrzyskach Sportowych 1995
Boks na 1. Światowych Wojskowych Igrzyskach Sportowych – zawody dla sportowców-żołnierzy zorganizowane przez Międzynarodową Radę Sportu Wojskowego (CISM), które rozgrywane były we wrześniu 1995 podczas światowych igrzysk wojskowych we włoskim Rzymie. 
Najwięcej medali zdobyli reprezentanci Rosji łącznie 8 (w tym 4 złote, 2 srebrne i 2 brązowe). Polska zdobyła 1 medal brązowy.

## Harmonogram
| Wrzesień 1995 | 7 Cz | 8 Pt | 9 Sb | 10 Nd | 11 Pn | 12 Wt | 13 Śr | 14 Cz | 15 Pt |
| ------------- | ---- | ---- | ---- | ----- | ----- | ----- | ----- | ----- | ----- |
| Boks          |      |      |      |       |       |       |       | 12    |       |

Legenda
|  | Dzień zawodów |  | Finał (ilość) |

## Kategorie wagowe
| - papierowa – do 48 kg - musza – do 51 kg - kogucia – do 54 kg - piórkowa – do 57 kg - lekka – do 60 kg - lekkopółśrednia – do 63,5 kg | - półśrednia – do 67 kg - lekkośrednia – do 71 kg - średnia – do 75 kg - półciężka – do 81 kg - ciężka – do 91 kg - superciężka – ponad 91 kg |

## Medaliści
| Kat. wagowa          | Złoto               | Srebro               | Brąz                 |
| waga papierowa       | Sung Jin-guk        | Somrot Kamsing       | Eduard Gaifullin     |
| waga papierowa       | Sung Jin-guk        | Somrot Kamsing       | Andrea Sarritzu      |
| waga musza           | Wołodymyr Sydorenko | Hichem Bida          | Jan Quast            |
| waga musza           | Wołodymyr Sydorenko | Hichem Bida          | O Song-chol          |
| waga kogucia         | Heo Jong-gil        | Vichai Khadpo        | Marcin Walas         |
| waga kogucia         | Heo Jong-gil        | Vichai Khadpo        | Ołeksandr Łyczenko   |
| waga piórkowa        | Wiaczesław Własow   | Falk Huste           | Somluck Kamsing      |
| waga piórkowa        | Wiaczesław Własow   | Falk Huste           | Hong Jong-sik        |
| waga lekka           | Eduard Zacharow     | Kamal Mariouane      | Tonczo Tonczew       |
| waga lekka           | Eduard Zacharow     | Kamal Mariouane      | Phongsit Veangviseth |
| waga lekkopółśrednia | Steven Küchler      | Dmitrij Pawluczenkow | Harry Washington     |
| waga lekkopółśrednia | Steven Küchler      | Dmitrij Pawluczenkow | S.K. Cho             |
| waga półśrednia      | Andriej Gogolew     | Luilian Egan         | Hussein Bayram       |
| waga półśrednia      | Andriej Gogolew     | Luilian Egan         | Kim Seok-hyun        |
| waga lekkośrednia    | Jermachan Ybrajymow | Ołeh Koudinow        | Lee Young-rok        |
| waga lekkośrednia    | Jermachan Ybrajymow | Ołeh Koudinow        | Jeffrey Clark        |
| waga średnia         | Aleksandr Lebziak   | Raffaele Bergamasco  | Mchitar Venesian     |
| waga średnia         | Aleksandr Lebziak   | Raffaele Bergamasco  | Yousuf Ehab          |
| waga półciężka       | Pietro Aurino       | Thomas Ulrich        | Dmitrij Wybornow     |
| waga półciężka       | Pietro Aurino       | Thomas Ulrich        | Siarhiej Krupenitcz  |
| waga ciężka          | Wołodymyr Kłyczko   | Luan Krasniqi        | Sinan Şamil Sam      |
| waga ciężka          | Wołodymyr Kłyczko   | Luan Krasniqi        | Dušan Mijic          |
| waga superciężka     | Witalij Kłyczko     | Aleksiej Lesin       | Swilen Rusinow       |
| waga superciężka     | Witalij Kłyczko     | Aleksiej Lesin       | René Monse           |

## Klasyfikacja medalowa
* Organizator zawodów został zaznaczony tym kolorem, Polskę oznaczono tekstem pogrubionym.
| Miejsce            | Reprezentacja      | Złoto | Srebro | Brąz | Razem |
| ------------------ | ------------------ | ----- | ------ | ---- | ----- |
| 1                  | Rosja              | 4     | 2      | 2    | 8     |
| 2                  | Ukraina            | 3     | 1      | 1    | 5     |
| 3                  | Korea Północna     | 2     | 0      | 2    | 4     |
| 4                  | Niemcy             | 1     | 3      | 2    | 6     |
| 5                  | Włochy *           | 1     | 1      | 1    | 3     |
| 6                  | Kazachstan         | 1     | 0      | 0    | 1     |
| 7                  | Tajlandia          | 0     | 2      | 2    | 4     |
| 8                  | Algieria           | 0     | 1      | 0    | 1     |
| 8                  | Irlandia           | 0     | 1      | 0    | 1     |
| 8                  | Maroko             | 0     | 1      | 0    | 1     |
| 11                 | Korea Południowa   | 0     | 0      | 3    | 3     |
| 12                 | Bułgaria           | 0     | 0      | 2    | 2     |
| 12                 | Stany Zjednoczone  | 0     | 0      | 2    | 2     |
| 14                 | Armenia            | 0     | 0      | 1    | 1     |
| 14                 | Białoruś           | 0     | 0      | 1    | 1     |
| 14                 | Chorwacja          | 0     | 0      | 1    | 1     |
| 14                 | Francja            | 0     | 0      | 1    | 1     |
| 14                 | Polska             | 0     | 0      | 1    | 1     |
| 14                 | Syria              | 0     | 0      | 1    | 1     |
| 14                 | Turcja             | 0     | 0      | 1    | 1     |
| Ogółem (20 państw) | Ogółem (20 państw) | 12    | 12     | 24   | 48    |

Źródło: